# Nextipac
Nextipac es una localidad del estado mexicano de Jalisco. Es parte del municipio de Zapopan.

## Toponimia
El nombre «Nextipac» proviene de los términos en náhuatl: nextli, ceniza; icpac, encima. Su significado es «Sobre la ceniza».

## Demografía
| Gráfica de evolución demográfica |
|                                  |

| Censo | Población |
| ----- | --------- |
| 1900  | 686       |
| 1910  | 394       |
| 1921  | 422       |
| 1930  | 458       |
| 1940  | 514       |
| 1950  | 493       |
| 1960  | 830       |
| 1970  | 754       |
| 1980  | 1 281     |
| 1990  | 1 612     |
| 2000  | 2 365     |
| 2010  | 4 008     |
| 2020  | 4 052     |